# Pierwsza zasada termodynamiki
Pierwsza zasada termodynamiki – jedno z podstawowych praw termodynamiki, jest sformułowaniem zasady zachowania energii dla układów termodynamicznych. Zasada stanowi podsumowanie równoważności ciepła i pracy oraz stałości energii układu izolowanego.

## Układ izolowany
Dla układów izolowanych, treść I zasady termodynamiki można przedstawić za jako:
{\displaystyle U={\text{const}},}
stąd:
{\displaystyle dU=0.}
Jest tak dlatego, że układ izolowany nie wymienia z otoczeniem energii ani w postaci ciepła, ani w postaci pracy.

## Układ zamknięty, nieizolowany
Dla układów zamkniętych, lecz nieizolowanych, treść I zasady termodynamiki można przedstawić jako:
{\displaystyle \Delta U=Q+W,}
gdzie:
{\displaystyle \Delta U} – zmiana energii wewnętrznej układu,
{\displaystyle Q} – energia wymieniona między układem a otoczeniem w postaci ciepła,
{\displaystyle W} – energia wymieniona między układem a otoczeniem w postaci pracy.
Zmiana energii wewnętrznej układu w elementarnie, granicznie małym procesie może być dana jako:
{\displaystyle dU=Q_{el}+W_{el},}
gdzie:
{\displaystyle dU} – zmiana energii wewnętrznej układu w elementarnie, granicznie małym procesie,
{\displaystyle Q_{el}} – energia wymieniona między układem a otoczeniem w postaci ciepła w elementarnie, granicznie małym procesie,
{\displaystyle W_{el}} – energia wymieniona między układem a otoczeniem w postaci pracy w elementarnie, granicznie małym procesie.
W powyższym sformułowaniu przyjmuje się konwencję, że gdy:
- {\displaystyle \Delta W>0} – do układu przepływa energia na sposób pracy,
- {\displaystyle \Delta W<0} – układ traci energię na sposób pracy,
- {\displaystyle \Delta Q>0} – do układu przepływa energia na sposób ciepła,
- {\displaystyle \Delta Q<0} – układ traci energię na sposób ciepła.

## Tło historyczne
Niezależne od siebie rozważania i obserwacje Juliusa Mayera (1842) oraz eksperymenty Jamesa Joule’a (1843) doprowadziły do sformułowania I zasady termodynamiki w obecnej postaci. Wcześniej ciepło było traktowane jako zupełnie odrębna wielkość fizyczna (teoria cieplika). Uznanie ciepła jako innego niż praca sposobu zmiany energii doprowadziło w naturalny sposób do włączenia ciepła, jako formy przekazywania energii, do zasady zachowania energii.

## Energia wewnętrzna jako funkcja stanu
Pierwsza zasada termodynamiki pozwala na zdefiniowanie energii wewnętrznej jako funkcji stanu:
Dla wszystkich procesów prowadzących od pewnego określonego stanu do drugiego zmiana {\displaystyle \mathrm {d} U} ma zawsze tę samą wartość, choć ilości dostarczanego ciepła i pracy wykonanej przez układ są na ogół różne dla różnych procesów.
W termodynamice kwantowej, jeżeli {\displaystyle \langle {\hat {H}}\rangle =p_{n}E_{n}} (dla {\displaystyle p_{0}+p_{1}+p_{2}+\ldots =1}) jest wartością średnią operatora hamiltonianu {\displaystyle {\hat {H}}} równą energii wewnętrznej {\displaystyle U,} a {\displaystyle p_{n}} jest prawdopodobieństwem tego, że układ będzie w stanie kwantowym {\displaystyle |n\rangle } o energii {\displaystyle E_{n},} to przy oznaczeniu {\displaystyle U=\langle {\hat {H}}\rangle =p_{n}E_{n}} pierwszą zasadę termodynamiki można zapisać:
{\displaystyle \mathrm {d} U=\mathrm {d} (p_{n}E_{n})=\mathrm {d} p_{n}E_{n}+p_{n}dE_{n}=\delta Q+\delta W} lub bardziej ogólnie:
{\displaystyle \mathrm {d} U=\mathrm {d} \langle {\hat {H}}\rangle =\mathrm {d} \mathrm {Tr} ({\hat {\rho }}{\hat {H}})=\mathrm {Tr} (\mathrm {d} {\hat {\rho }}{\hat {H}})+\mathrm {Tr} ({\hat {\rho }}\mathrm {d} {\hat {H}})=\delta Q+\delta W,}
gdzie:
{\displaystyle \delta Q} – energia przekazana do układu jako ciepło w czasie {\displaystyle \mathrm {d} t,}
{\displaystyle \delta W} – praca wykonana na układzie w czasie {\displaystyle \mathrm {d} t,}
{\displaystyle \mathrm {Tr} ({\hat {A}})} – ślad macierzy {\displaystyle {\hat {A}}} reprezentującej operator {\displaystyle {\hat {A}},}
{\displaystyle {\hat {\rho }}} – operator statystyczny.

## Alternatywne sformułowanie
Wprowadzając pojęcie perpetuum mobile, czyli maszyny wykonującej dowolnie długo pracę bez pobierania energii z zewnątrz, można sformułować pierwszą zasadę termodynamiki w następujący sposób:
Nie istnieje perpetuum mobile pierwszego rodzaju.